# El Teniente
El Teniente (oficialmente Codelco División El Teniente) es una mina de cobre chilena, ubicada bajo el cerro del mismo nombre, en la comuna de Machalí, Región del Libertador General Bernardo O'Higgins. Se localiza aproximadamente a 120 kilómetros al sur de Santiago, a 50 kilómetros al este de la ciudad de Rancagua y a 2300 m s. n. m. Es operada por la empresa estatal Codelco, siendo su yacimiento más austral.
El Teniente se compone de más de 4500 km de galerías subterráneas, por lo que se considera la mina subterránea de cobre más grande del mundo, y además opera en la modalidad de cielo abierto. Se puede acceder a ella mediante la carretera del Cobre, construida en la década de 1960 especialmente para acceder a la mina.
Las principales operaciones del complejo industrial de la división El Teniente son la mina, el concentrador Colón y la fundición Caletones.

## Geología
El Teniente corresponde a la mayor concentración cuprífera en la corteza terrestre,  donde el cobre y el molibdeno se hospedan en mineralización sulfurada hipógena principalmente calcopirita, bornita y molibdenita. En la zona de enriquecimiento secundario, el mineral característico es la calcosina.

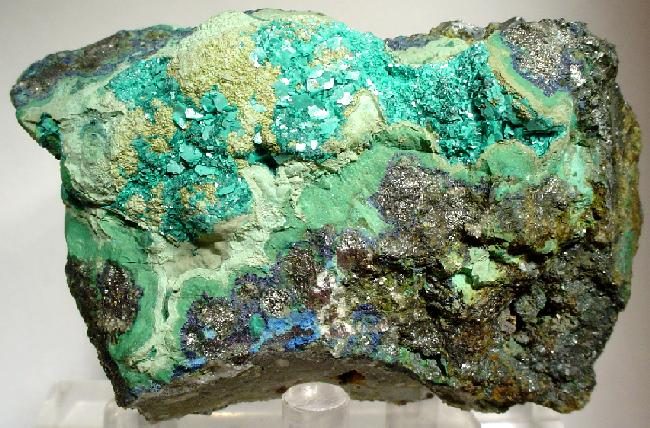
Calcofilita obtenida de la mina El Teniente

Es considerado un yacimiento tipo pórfido cuprífero, formado a partir de distintos episodios intrusivos de magmas félsicos genéticamente relacionados, asociados a alteración hidrotermal. También se ha propuesto considerarlo como depósito de megabrecha, producto de exsolución de fluidos magmáticos de plutones en enfriamiento.
La mineralización de cobre y molibdeno ocurre en un 70% en vetillas resultantes del relleno y sellado de grietas en rocas subvolcánicas de composición máfica, y el otro 30% se concentra en el cemento de diversas brechas magmático-hidrotermales de biotita, anhidrita, cuarzo y turmalina. También se encuentra diseminada en la matriz de los cuerpos intrusivos félsicos, pero en escasa proporción.
La principal roca caja de las mineralizaciones de cobre y molibdeno es el Complejo Máfico El Teniente (CMET), el cual en mayor parte corresponde a rocas de la formación Farellones. Otras rocas en el CMET intrusiones subvolcánicas, incluyendo sills y diques, que son de edad posterior a las otras partes del complejo. Estos intrusivos se encuentran fuertemente alterados (alteración calco-sódica y potásica) y metasomatisados (metasomatismo de contacto).
El CMET es de composición variada incluyendo gabros y pórfidos andesíticos. Aproximadamente el 80% de la mineralización hipógena se encuentra dentro del CMET.
En cuanto a su litología, se reconocen cuerpos de brecha ígnea y brechas magmático-hidrotermales en los contactos de los cuerpos félsicos con las rocas máficas. El Complejo de Brecha Braden forma una pipa, intruyendo a las unidades anteriores.  Por último, las rocas mencionadas son cortadas por diques de lamprófido y marcan el fin de los eventos de mineralización.

## Historia

### Orígenes y explotación en elsigloXIX
La mina ha sido trabajada desde el período prehispánico. Más tarde, en el periodo de la Conquista, fue explotada por los españoles, quienes enviaban cobre al Virreinato del Perú, principalmente para la fabricación de cañones y utensilios domésticos (calderos, jarros, campanas y ollas). Durante la Colonia el yacimiento era conocido con el nombre de “La Fortuna”. A contar de 1760 se le denominó ya como la mina “del Teniente” por su descubridor quien habría sido un oficial del ejército español, fugitivo de la justicia. Éste se habría escondido en una cueva donde divisó las vetas del mineral, encontrando así este depósito.
Su primer dueño fue el capitán de la conquista, Andrés de Torquemada, quien recibió las tierras por su desempeño en la lucha contra los aborígenes. Posteriormente legó la propiedad a la Orden de los Jesuitas, razón por la cual el extenso terreno se conoció como la Hacienda de La Compañía. Cuando la orden religiosa fue expulsada de Chile, la Hacienda se subastó y fue adquirida por Mateo de Toro y Zambrano. En 1822, su nieta, la aristócrata Nicolasa de Toro-Zambrano y Dumont de Holdre, IV Condesa de la Conquista, y en ese entonces la heredera más rica del país, aportó a los bienes comunes del matrimonio que "adquirió" con Juan de Dios Correa de Saa y Martínez, el yacimiento «La Conquista», ubicado en la Hacienda La Compañía, lo que hoy abarca desde Graneros al límite con Argentina. Correa de Saa "asumió" el dominio de la mina. La mina se llama "El Teniente" debido a que su propietario original, Francisco Gutiérrez de Caviedes de la Torre, había sido teniente del ejército español. El lugar original se llamaba "Invernadas de Perales" que junto a "Hacienda El Sauzal"  y "Manzanal", que se extendían hasta el límite con Argentina, eran parte integrante de la antigua Estancia que originalmente era del capitán español Alonso de Córdoba y que Caviedes le había comprado en 1617.[cita requerida]
En 1897 la mina El Teniente fue adquirida por Enrique Concha y Toro, quien vendería la mina, a través del ingeniero de minas Marcos Schiapponi, al estadounidense William Braden en 1903. Así se inició la industrialización del complejo minero.

### Explotación estadounidense

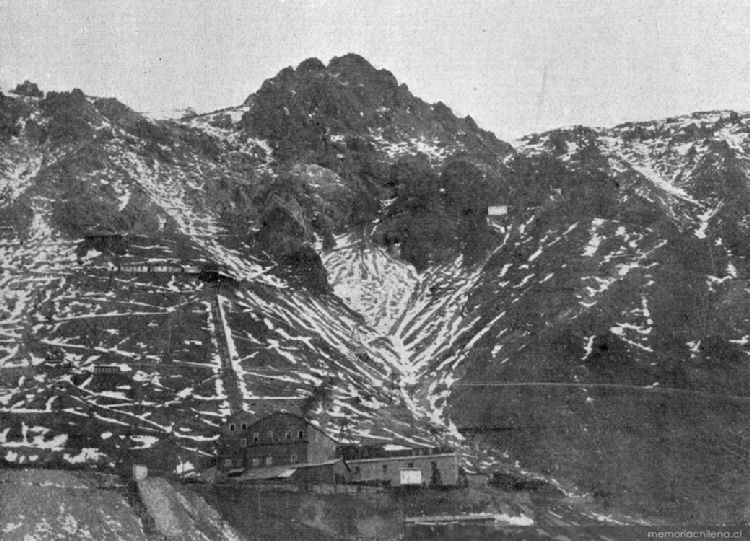
El Teniente en el año 1912, en los primeros años de su explotación por parte de la empresa Braden Copper Co..

En 1905, William Braden adquirió los derechos del mineral, fundando la compañía Rancagua Mines con sede en Portland, Maine, Estados Unidos. Braden se asoció con Barton Sewell para dirigir la mina de cobre El Teniente, sin embargo, Sewell nunca puso un pie en Chile, limitándose a participar del negocio como alto ejecutivo de la empresa. Ese mismo año la compañía cambió su nombre a Braden Copper Company (Compañía Cuprífera Braden), con oficinas centrales en Nueva York, la que fue autorizada para operar en Chile el 29 de abril de 1905 por decreto del presidente —de origen rancagüino— Germán Riesco.

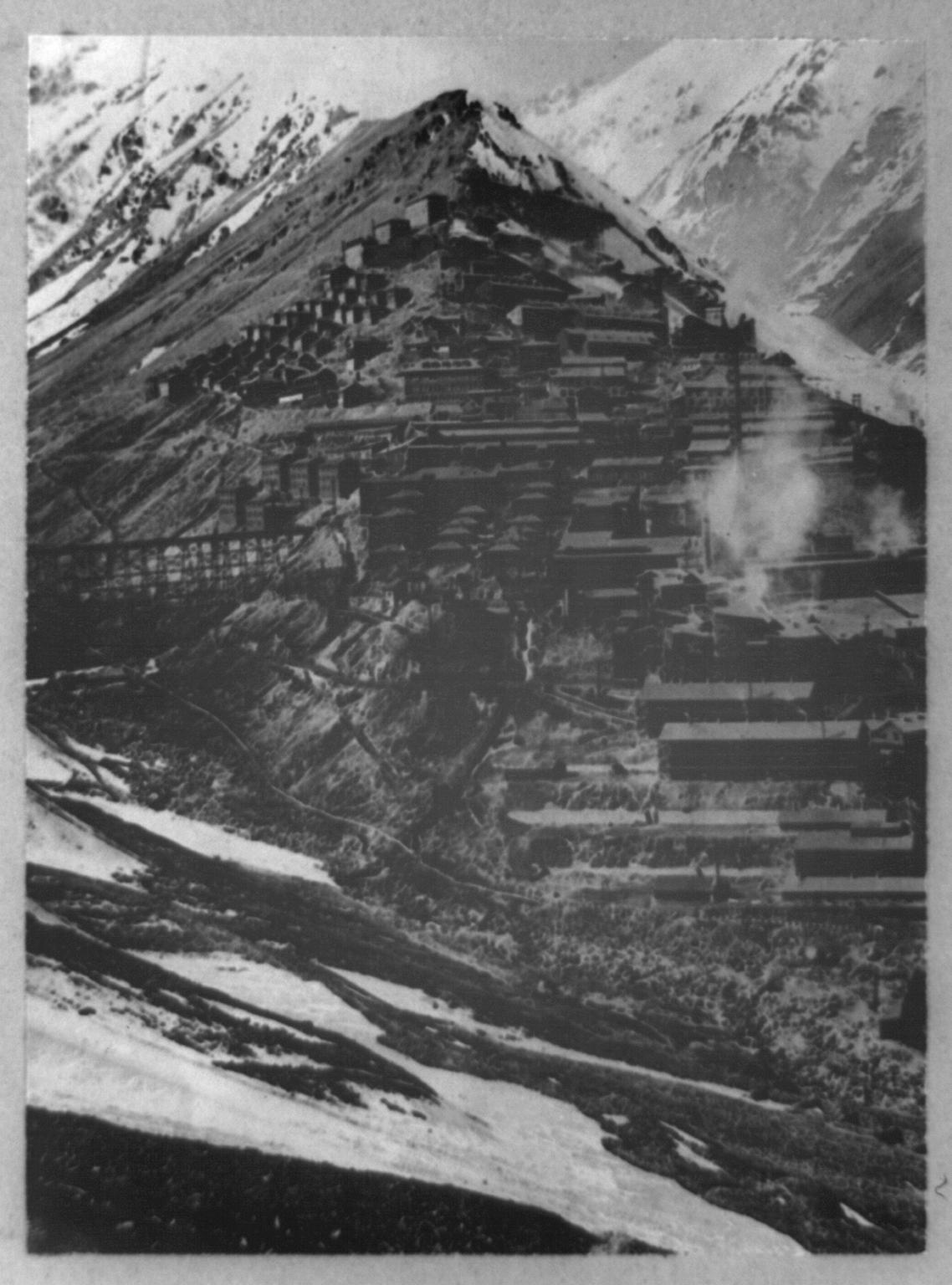
Campamento Sewell, a comienzos del.

El mineral comenzó a operar mediante una planta de concentración gravitacional, con una capacidad de 250 T/día, que aumentó a 3000 T/día en 1908.
Tras la muerte de Barton Sewell, y aprovechando el creciente desinterés de William Braden, entonces embarcado en la apertura de nuevos yacimientos de cobre en el norte de Chile, los hermanos Guggenheim terminaron por tomar el control de la compañía de cobre Braden, en 1909. Más tarde, en 1916, el 95% de las acciones de Braden Copper Co. pasaron a manos de Kennecott Corporation, convirtiéndose en filial de esta última.
Desde mediados de la década de 1940, el método utilizado para la extracción de cobre en el mineral era el llamado "Block Caving con traspaso manual". Para ese entonces la producción alcanzaba las 20.000 T/día. Este método se mantuvo por mucho tiempo debido a que para entonces, y en las décadas subsiguientes, se trabajaba en mineral secundario —roca más "blanda"—, en donde el método mencionado funciona bastante bien.

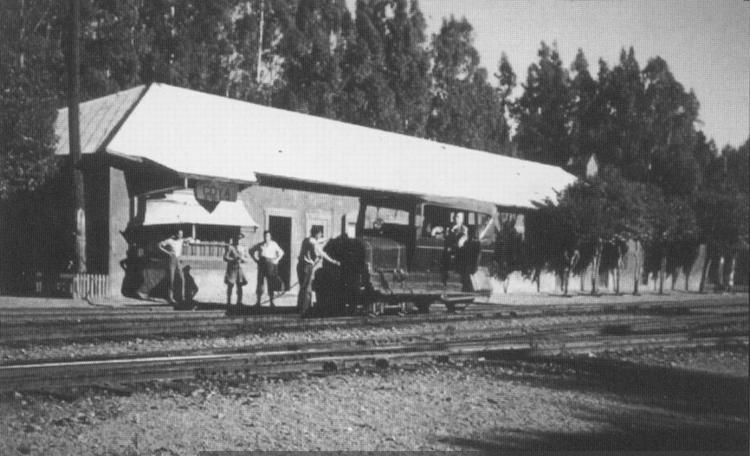
Estación en Coya del tren Rancagua-El Teniente, hacia 1920.

La Kennecott Corporation fue históricamente denominada —junto a la Anaconda Copper Company (Chuquicamata, Potrerillos y El Salvador)— como la "Gran minería del cobre", debido a al gran volumen y escala de sus operaciones de extracción y tratamiento. Sólo en 1955 esa denominación fue reglamentada por la Ley N.º 11 828, para producción de 25 000 toneladas métricas anuales de cobre blíster, lo que en 1965 aumentó a 75 000 toneladas métricas.

### Tragedia del humo en 1945
En 1945 ocurrió una de las mayores tragedias mineras de la historia del yacimiento; 355 trabajadores de El Teniente fallecieron tras asfixiarse con monóxido de carbono, el 19 de junio de ese año, en el suceso recordado como la Tragedia del humo. Hasta el día de hoy el hecho es utilizado como ejemplo en exposiciones de seguridad a los mineros chilenos.

### Nacionalización

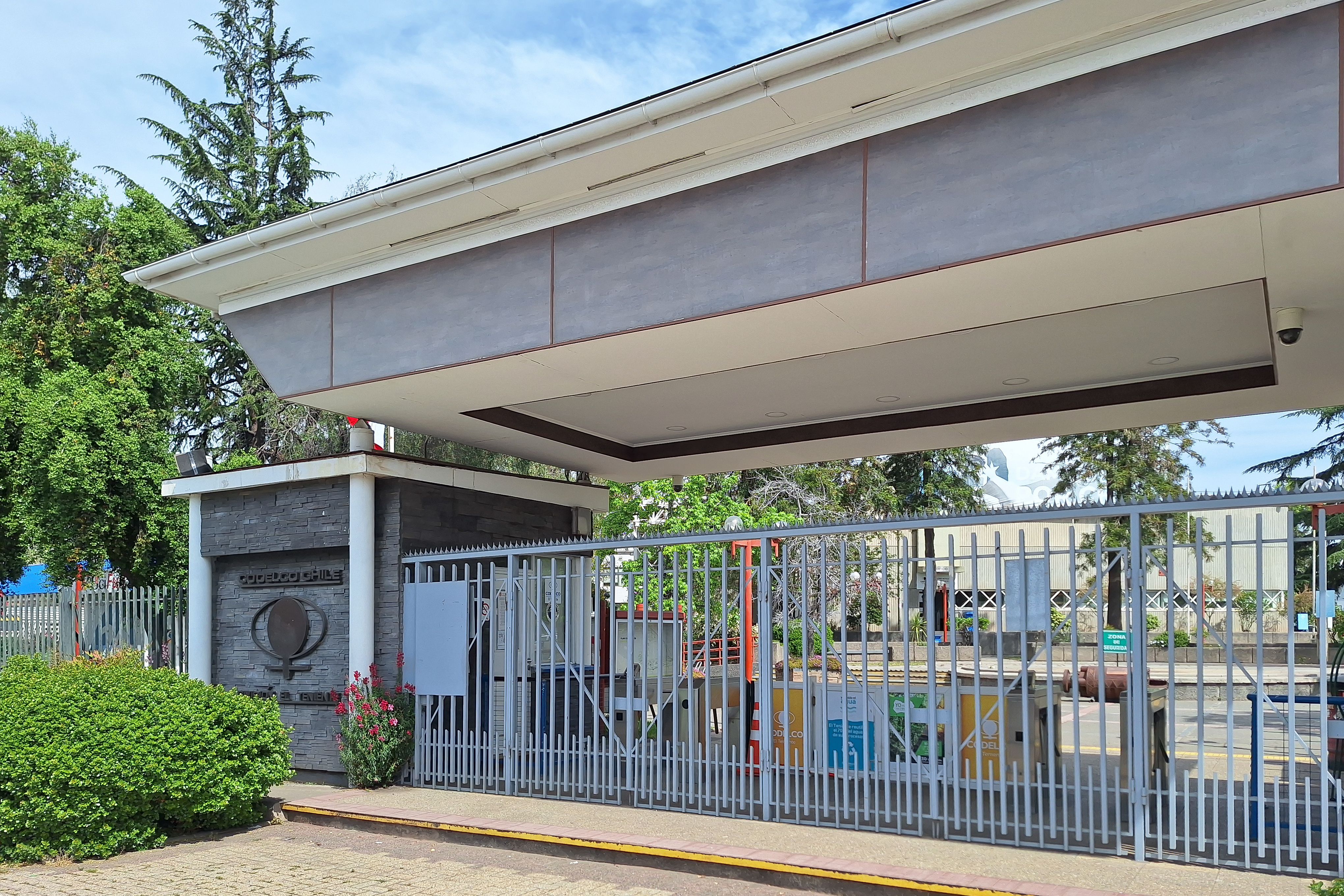
Oficinas de Codelco en Rancagua

El Estado de Chile, a través de la Corporación del Cobre, adquirió en 1967 el 51% de las acciones de la Braden Copper Co., en el marco de la «Chilenización del cobre» iniciada por el gobierno de Eduardo Frei Montalva. Al mismo tiempo, el mineral pasó a manos de la Sociedad Minera El Teniente S.A.
El proceso concluyó en 1971, con la «Nacionalización del cobre», en el gobierno de Salvador Allende, donde el Estado expropió la totalidad de las acciones de la Sociedad Minera. Ese mismo año se inició la "Operación Valle", consistente en el traslado de los habitantes del campamento Sewell a Rancagua, ya que el Estado no podía asumir los gastos del poblado cordillerano, y la posterior construcción de la carretera del Cobre. En 1976, el mineral pasó a manos de la Corporación Nacional del Cobre de Chile (CODELCO). En 1973 ocurrió una huelga de 74 días en la que participaron 1.300 obreros que reclamaban reajustes salariales.
Por la década de 1980 se empezó hacer evidente un agotamiento del mineral secundario y se dio comienzo a la explotación del mineral primario, es decir, roca más dura y de menor ley que el anterior. Esto ha significado la incorporación de nuevos equipos mecánicos, eléctricos y electro-hidráulicos, lo que ha provocado un aumento del consumo de energía eléctrica y por consiguiente una elevación del costo de producción.

### Nuevo nivel mina
En los años 2020, comenzaron a desarrollarse diversos proyectos de ampliación para reemplazar sectores del yacimiento en proceso de agotamiento y extender en 50 años la vida productiva de la mina, con una estrategia de profundización gradual y una inversión total de US$ 3.200 millones.
Para el año 2023 se estimaba la explotación del Nuevo Nivel Mina a partir de tres sectores simultáneamente: en la cota 2.060 msnm (sector denominado «Diamante»); en la cota 2.030 msnm (sector denominado «Andesita»; y en la cota 1.880 msnm (sector denominado «Andes Norte»).

### Derrumbe de 2025
El 31 de julio de 2025, tras un sismo de magnitud 4,2 que se registró a 36 kilómetros de la ciudad de Rancagua a una profundidad de  500 metros, se produjo un derrumbe al interior del proyecto Andesita de la mina, que produjo el fallecimiento de 6 trabajadores contratistas (1 trabajador de la empresa Salfa Montajes y 5 trabajadores de la Constructora Gardilcic), además de nueve lesionados de diversa consideración. 

## Producción

### Cantidad
| Producción | Producción  | Producción | Producción  |
| ---------- | ----------- | ---------- | ----------- |
| Año        | Cobre fino  | Año        | Cobre fino  |
| 1965       | 90.000 ton  | 2000       | 355.700 ton |
| 1985       | 319.100 ton | 2005       | 437.400 ton |
| 1990       | 300.500 ton | 2010       | 403.600 ton |
| 1995       | 322.800 ton | 2015       | 471.200 ton |

El año 2019, la mina produjo 459.700 toneladas métricas finas anuales de cobre, que se procesan en el mismo complejo minero y luego se envían a la fundición Caletones, donde se produce el producto final de lingotes refinados a fuego (RAF) y ánodos de cobre.
Además, como subproductos se obtiene molibdeno (7.503 toneladas métricas, al año 2019), ácido sulfúrico, plata y oro.
Durante 2021, El Teniente alcanzó una producción de 459.817 toneladas métricas de cobre fino, comercializado a través de ánodos que se generan en la fundición Caletones, así como 8.214 toneladas métricas finas de molibdeno y 114.323 kilos de plata, entre otros subproductos.

### Fases

#### Extracción

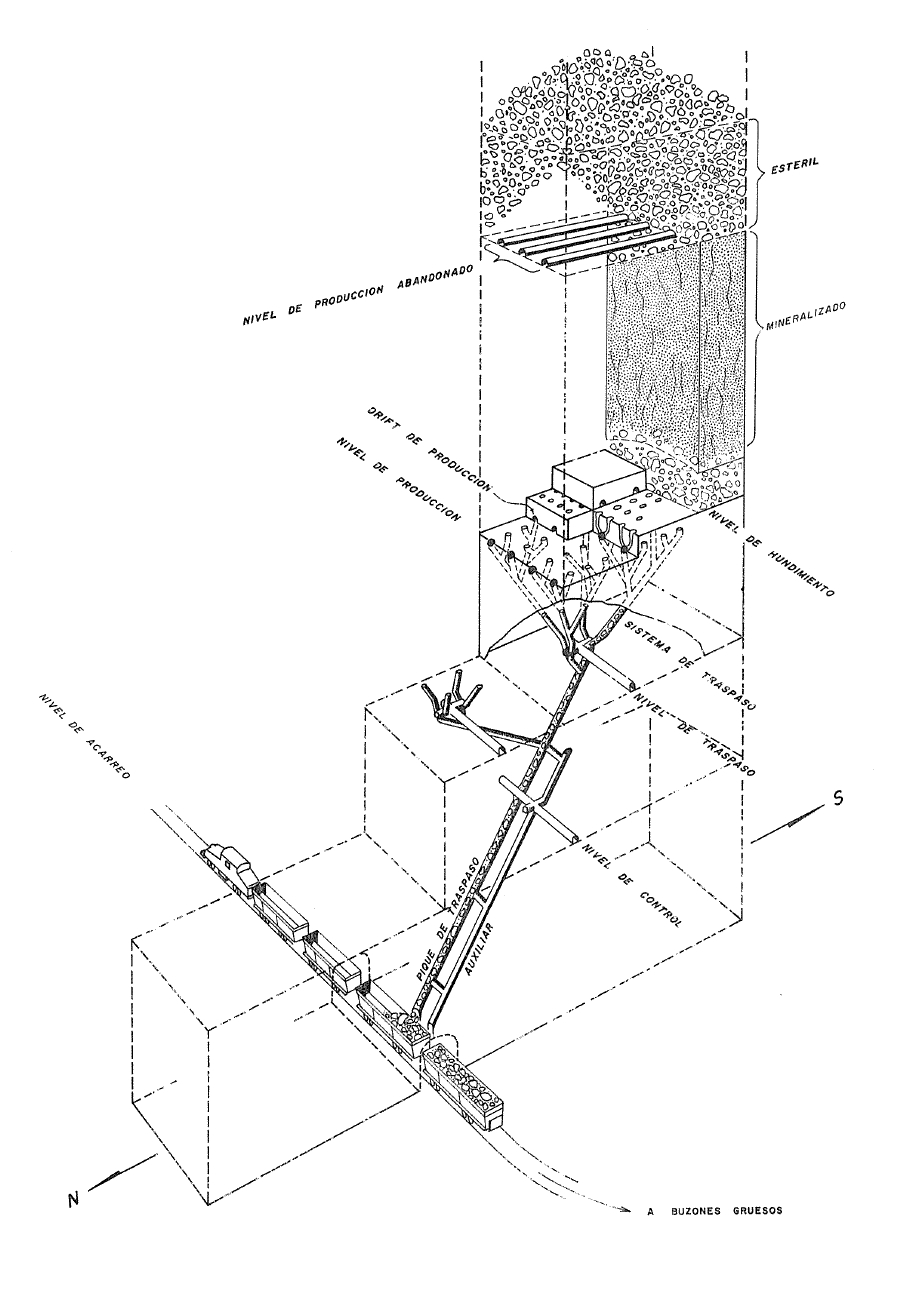
Hundimiento por bloques (block caving) tradicional.

Inicialmente la explotación del mineral se realizaba por medio de shrinkage stoping y pillar caving, incluso en algunos sectores como Fortuna (sobre la cota 3269 m.s.n.m) se explotó utilizando open stoping. Posteriormente se incorporó el hundimiento por bloques (block caving) con traspaso manual, alrededor de los años 1940.
Estos métodos se aplicaron en los niveles superiores del yacimiento, en roca secundaria, la cual presenta una gran cantidad de fracturas, que facilita la explotación por métodos de hundimiento, entregando una granulometría bastante uniforme y de tamaños menores a 1 metro, no siendo necesaria la incorporación de equipo mecanizado para la reducción y el traspaso.

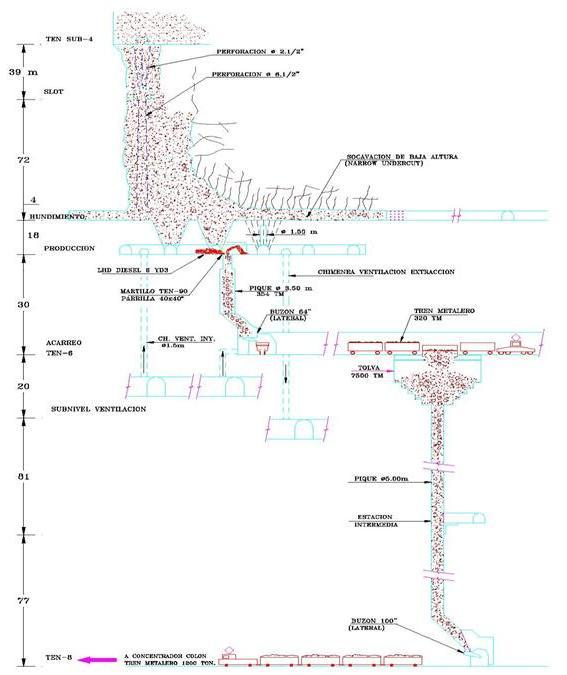
Método panel caving, variante hundimiento previo.

Al iniciarse la explotación en roca primaria, de mayor dureza, menor cantidad de fracturas y rellenos más duros, se desarrolló el método de explotación de hundimiento por paneles (panel caving), cuyas principales características son la extracción mecanizada con equipos LHD (Load Haul Dump, conocidos como scoop) y una malla de extracción diferente, compuesta por calles y calles zanja.
Este método comenzó a aplicarse en 1982 en el sector Teniente 4 Sur y es el utilizado en la actualidad, con algunas variantes, en todas las unidades productivas de la mina. Al realizarse la explotación en roca primaria fue necesario incorporar procesos de reducción de tamaño mecanizados, como martillos picadores en los piques de traspaso y chancadores interior mina. El mineral extraído desde los niveles Teniente 3 y Teniente 4 es traspasado por medio de piques a niveles inferiores hasta llegar al ferrocarril principal de Teniente 5, el cual lleva el mineral hasta Punta de Rieles en Sewell. Los niveles productivos ubicados debajo de la cota del Teniente 4 traspasan el mineral hasta el ferrocarril del nivel Teniente 8, el cual descarga en los chancadores ubicados en Colón.

#### Concentración
Se realiza principalmente en la Planta de Colón. El mineral enviado a la Planta de Molienda Colón considera dos procesos: un proceso de molienda semi autógena (SAG), y un proceso tradicional de chancado secundario terciario con molienda unitaria.
La planta SAG contempla dos líneas de chancado primario y dos líneas de molienda SAG, cuyo producto es enviado a la planta de flotación colectiva de Colón Bajo. Esta planta está compuesta por celdas de 4500 pies cúbicos, celdas de flotación columnar de 20 m² y molinos verticales. Por otra parte, el proceso tradicional contempla una planta de chancado secundario–terciario con tres chancadores secundarios y seis terciarios más una etapa centralizada de harneado y una planta de molienda convencional de 12 molinos unitarios.
El producto de los molinos es enviado a la planta de flotación colectiva luego de lo cual pasa a flotación selectiva, donde se obtiene concentrado de molibdeno, el cual es filtrado y envasado, más concentrado de cobre, el cual es enviado a la planta de filtrado de Caletones. Los relaves son enviados por medio de una canaleta hasta el Tranque Carén, en la provincia de Melipilla, donde se depositan hidráulicamente y se recuperan las aguas claras.

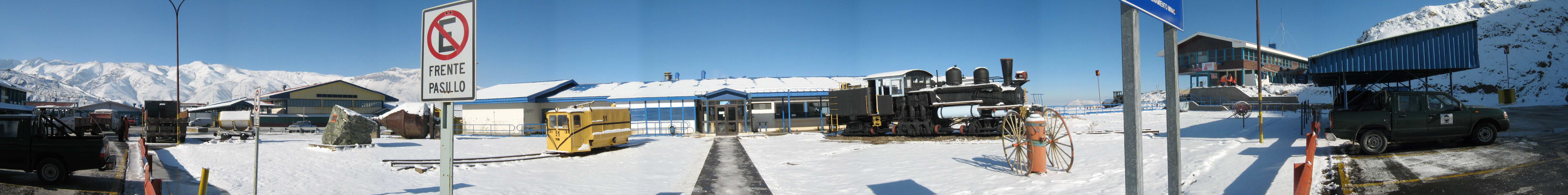
Panorámica de Colón nevado.

#### Fundición

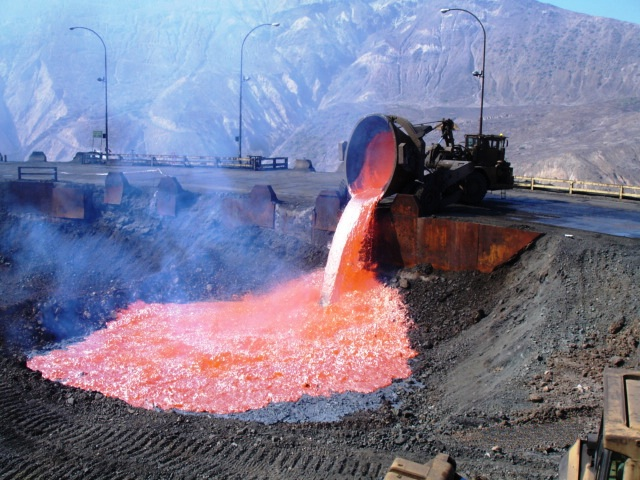
Vaciado de residuos en la Fundición Caletones.

La etapa de fundición del material se realiza en Caletones. El proceso de fundición comienza cuando el concentrado de cobre (con una ley entre 25% y 30%) pasa por la planta de secado para reducir su humedad y evitar obstrucciones en las toberas de alimentación del concentrado al Convertidor Teniente (CT). En este, se fusiona el concentrado de forma autógena y se oxida el sulfuro de fierro contenido en éste, obteniéndose metal blanco (con un 75% de cobre) o escoria (8% de cobre). La oxidación se lleva a cabo mediante la adición de aire enriquecido (25% de O2) por toberas sumergidas en baño de cobre líquido. El metal blanco pasa posteriormente al Convertidor Peirce Smith (CPS), mientras que la escoria será procesada en el horno eléctrico para recuperar cobre.
En la planta de ácido sulfúrico, se produce la captación y conversión de gases con contenido de dióxido de azufre entre 7% y 12%, el que proviene de CT o CPS, obteniéndose ácido sulfúrico. Por otra parte, en el horno eléctrico se trata la escoria que proviene del CT, la cual llega con un contenido de cobre de 8% y sale como metal blanco con un contenido de cobre de 73%. La recuperación de cobre se realiza mediante la reducción de la magnetita contenida en la escoria y el aumento de la temperatura, disminuyendo la viscosidad y densidad de ésta, lo que favorece la decantación de los sulfuros presentes. Finalmente, en el proceso de refino a fuego se elimina el azufre insuflando aire al cobre y luego inyectando un reductor para eliminar el exceso de oxígeno, lo que se realiza utilizando el horno basculante y hornos de refino. Luego, el cobre se lleva a las ruedas de moldeo, generándose los ánodos cuyo contenido de cobre es de 99,6%.

## Trabajadores

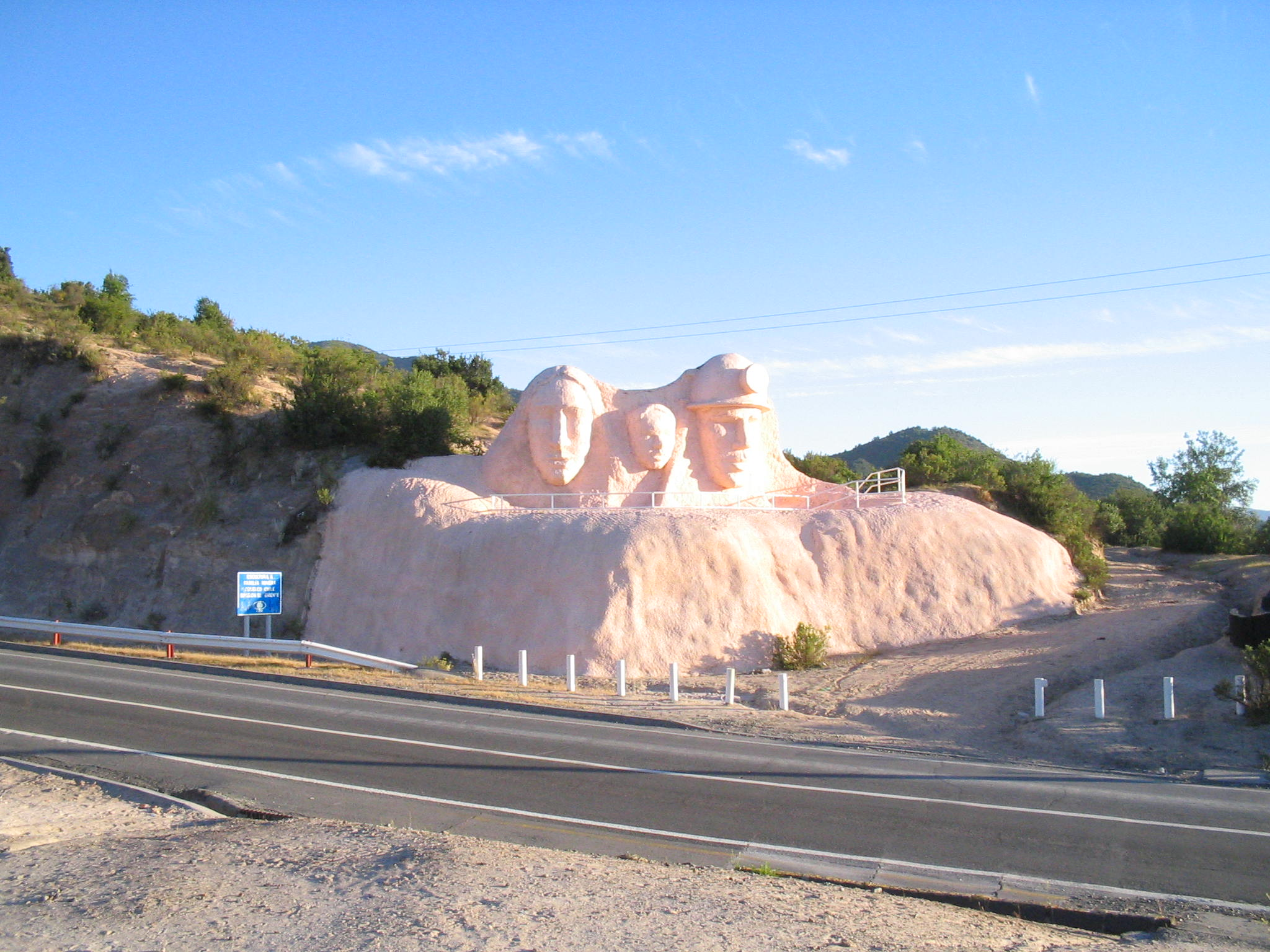
Monumento a la Familia Minera en la carretera del Cobre, sector Tierras Blancas, Machalí.

En la década de 1970, la mina El Teniente llegó a tener 14 000 trabajadores propios. Al 31 de diciembre de 2005 este yacimiento contaba con un poco más de 10 000 trabajadores, 4500 propios y el resto trabajadores contratistas.